# Nitroglycérine (Lucky Luke)
Pour l’article homonyme, voir Nitroglycérine.
Nitroglycérine est la quatre-vingt-quinzième histoire de la série Lucky Luke par Morris et Lo Hartog van Banda. Elle est publiée pour la première fois dans le journal Pif Gadget no 942 au no 946, puis en album en 1987, n° 26.
La construction de la ligne de chemin de fer transcontinental est déjà abordée dans l'album Des rails sur la prairie.

## Synopsis
En 1862, la construction du premier chemin de fer transcontinental reliant Sacramento à Omaha est lancée. Deux entreprises concurrentes sont chargées de la réalisation de ladite ligne, la Central Pacific et l'Union Pacific. L'album commence quand les présidents des deux sociétés apprennent à leurs actionnaires que le chantier sera confié aux deux sociétés, ensemble, ce qui provoque leur mécontentement.
Pour pouvoir continuer le chantier dans la sierra, la Central Pacific doit y envoyer de la nitroglycérine. Ayant été apportée au port de Sacramento à bord du steamer l'Adeline du capitaine Red Buff puis devant à la base être acheminée par bateau jusqu'à la sierra, elle sera finalement transportée par voie ferroviaire parce que le chargement original a en effet littéralement explosé contre un pénitencier des rives du Mississippi à la suite d'une attaque d'envoyés l'Union Pacific qui feront tout pour empêcher le bon voyage du précieux matériau.
Lucky Luke est bien entendu chargé par un directeur régional de la Central Pacific de convoyer le chargement pour qu'il arrive entier à bon port. Outre les attaques du concurrent évoquées plus haut, le convoi devra subir aussi celles des Dalton, libérés par mégarde à la suite de l'explosion des premières caisses de nitro ayant endommagé le service de sécurité de leur précédent pénitencier en abattant presque entièrement le mur de ce dernier. Ils veulent voler ce qu'ils désignent comme "l'or qui doit être livré à [la ville de] Nitro", car ils ont mal interprété l'étiquette et la cause de la garde du convoi. Et c'est après plusieurs incidents de ce type (pont supprimé, attaque à main armée, etc.) que, grâce au cow-boy solitaire et à son cheval, le chargement arrive en temps et en heure, et même, par chance, la nitroglycérine explose toute seule au contact d'un rocher contre lequel elle avait été envoyée par mégarde, pour le plus grand bonheur des ouvriers de l'Union et de la Central Pacific.

## Personnages, références et lieux
- Les Dalton

Évadés de leur pénitencier des bords du Mississippi grâce à l'action de l'Union Pacific, ils pourchasseront le train convoyant la nitroglycérine tout au long de l'histoire, pensant que la caisse contient en fait de l'or. On remarque que pour cet album, il est réalisé une sorte de revalorisation de William un des frères « intermédiaires » (avec Jack) très souvent délaissés par Goscinny lors des précédents tomes. En effet, il se fait remarquer plusieurs fois et prend la parole plus souvent. Paradoxalement aussi par rapport au reste de la série, Lucky Luke a ici pour travail de protéger les Dalton d'une éventuelle explosion de la caisse de nitroglycérine, bien qu'il les remette finalement et logiquement en prison à la fin de l'album.
- La Central Pacific
  - Le président : il apprend, gêné, que la Central Pacific devra faire équipe avec l'Union Pacific pour la construction du transcontinental.
  - Les actionnaires : plutôt mécontents d'apprendre que la Central Pacific devra faire équipe avec l'Union Pacific pour la construction du transcontinental, ils font même référence aux pots-de-vin qu'ils auraient versés puis frappent ensuite leur président de colère avant de s'éclipser.
  - Les ouvriers dans la sierra : employés de l'entreprise de chemin de fer, chargés de réaliser les travaux de construction en Californie nécessitant de la nitroglycérine. Il semble y avoir un chef, une sorte de délégué syndical (seul ouvrier prenant la parole vers la fin de l'album), qui paraît par ailleurs très émotif. En effet, lorsqu'il aperçoit ce qu'il pense être Lucky Luke, le capitaine Red Buff et son machiniste, il leur saute au cou avec un enthousiasme presque excessif, mais lorsqu'il apprend du véritable Lucky Luke qu'il a en fait congratulé les Dalton, il est subitement saisi d'un malaise et tombe dans un cercueil qui se trouvait là à cause de l'explosion du train qui fit sauter la cargaison du croque-mort qui a suivi la nitro, en quête de client. On remarque aussi la présence d'ouvriers chinois, emblématiques des chantiers américains d'alors (et donc de toute la série Lucky Luke).
- L'Union Pacific
  - Le président : il apprend, gêné, que l'Union Pacific devra faire équipe avec la Central Pacific pour la construction du transcontinental.
  - Les actionnaires : plutôt mécontents d'apprendre que l'Union Pacific devra faire équipe avec la Central Pacific pour la construction du transcontinental, ils font même référence aux pots-de-vin qu'ils auraient versés puis frappent ensuite leur président de colère (lui transperçant un tableau sur la tête) avant de s'éclipser.
  - Les trois bandits envoyés pour saboter l'acheminement de la nitroglycérine ainsi que le bon déroulement des travaux de la Central Pacific. Il s'agit d'un petit homme typique du style « gros nez », ayant payé deux brutes pour l'aider dans son mesquin labeur.
- Le détachement de l'armée

Chargé du transport de la nitroglycérine de son lieu d'origine (inconnu) au train qui lui-même le transportera dans la sierra. Quelques-uns de ses éléments se sont notamment fait remarquer :
- - le sergent : auquel Lucky Luke avait confié son cheval avant de partir en train mais qui s'est fait lui-même ligoter par Jolly Jumper au grand désespoir de son supérieur ;
  - le colonel : désespéré de ses subordonnés, qui ont subi soit les frasques de Jolly Jumper, soit celles non moins redoutables des Dalton.
- Le chef de gare

Fainéant qui rêve de tranquillité, et qui à de nombreuses reprises est désagréablement surpris des endroits où il est muté, bien souvent à sa demande et à la hâte. On sait que dans les moments de désespoir extrême, il connaît de malheureux penchants pour l'alcool. Il est notamment passé par la gare d'une ligne désaffectée à « Rabbit Gulch », avant de prendre finalement sa retraite en se construisant une maisonnette en bois au milieu du désert de la sierra, mais qui deviendra, bien malgré lui, la première gare du « transcontinental ».
- L'Adeline
  - Le capitaine Red Buff : capitaine d'un steamer du Mississippi au nom de femme et en très mauvais état mais dont il est orgueilleusement fier. Il ne se déplace jamais sans son perroquet sur l'épaule, celui-là même qui répète volontiers les insultes proférées par son maître à la manière du Capitaine Haddock, personnage de la série Tintin de Hergé auquel les auteurs ont très certainement voulu faire référence.
  - Le machiniste : détestant les explosions et les coups de feu ainsi que son employeur, il est très peureux (frisant l'excès).
  - Le navigateur : présent seulement au début, il participe à la course-poursuite navale contre les envoyés de l'Union Pacific après les avoir laissé prendre la nitro à ces derniers ce qui a été naturellement fortement critiqué par le capitaine.
- Les villes sur la route du train

Avant son arrivée à bon port, le convoi de nitro passa par plusieurs villes non-nommées :
- - première escale : petite ville apparemment sans histoires, dont on peut apprécier l'ambiance détendue du saloon (contrastant avec les saloons mal-famés que l'on a pu rencontrer précédemment dans la série) où la parité semble respectée (le serveur est une serveuse) mais où les hommes feraient n'importe quoi pour de l'argent (notamment insulter une femme). On voit aussi le télégraphe (et le télégraphiste) du village.
  - deuxième escale : gare apparemment plus fréquentée que la précédente où tous les passagers qui attendent le train prennent peur à son arrivée du fait de son chargement. Tous s'enfuient sauf une vieille dame que Lucky Luke s'empresse de sauver malgré les supplications contraires de cette dernière ne voulant pour rien au monde rater son train.
- Importance des animaux et engagement des auteurs

Au fur et à mesure de l'album, on peut se rendre compte que le scénariste Lo Hartog van Banda a laissé une place relativement importante aux animaux à travers par exemple les quelques personnages suivants.
- - Le croque-mort : constante de l'univers de Lucky Luke, il est montré plus cynique et « commercial » que jamais, il aime cette fois-ci beaucoup les animaux, appelant avec respect son cheval Tristan (sans hurler sauvagement comme il est coutume de le faire pour un cocher) et suivant l'instinct de son vautour apprivoisé, même si celui-ci le mène vers « Rabbit Gulch », petite gare désertée depuis longtemps.
  - Les chevaux pour poursuivre le train fou : trouvés par le héros on ne sait où, et donnés au capitaine Red Buff et son machiniste n'ayant jamais fait d'équitation, et qui mettent une heure à ne serait-ce que s'installer sur leurs montures, mais ils prennent néanmoins la parole pour exprimer avec humour leur mécontentement.
  - Le cow-boy : il emprunte en premier, avec son bétail, le tunnel nouvellement construit par le train à nitro dans un rocher de la sierra, il en est très heureux pour lui et ses vaches.
  - Jolly Jumper : à la fin de l'échange de balles dans la première gare, ce n'est pas Lucky Luke qui saute par la fenêtre, comme il en a l'habitude, mais bien son cheval qui casse les carreaux, car il s'était réfugié à l'intérieur pour finir la limonade du chef de gare demandant par télégraphe sa mutation.

On remarque donc grâce à cela un certain engagement du scénariste et du dessinateur remarquable parce quelques autres éléments : fin très moralisante (même si caractéristique de la série entière), parité respectée dans le saloon évoqué plus haut, etc.
- Autres références
  - À la page 15, une référence est faite à Richard III de William Shakespeare avec la citation : « Dans semblable situation on a déjà offert un royaume pour un cheval. » citée par Jolly Jumper.
  - Aux pages 26 et 33, Lo Hartog fait par deux fois un hommage à « un tour » que Lucky Luke « a déjà vu quelque part » qui semble être une private joke.

## Adaptations
Cet album a été adapté dans la série animée Lucky Luke, diffusée pour la première fois en 1991, puis dans un jeu vidéo pour ordinateur (Nitroglycérine).